# Indirana longicrus
Indirana longicrus és una espècie de granota que viu a l'Índia.